# NNNくまもとNOW
『NNNくまもとNOW』（エヌエヌエヌくまもとなう）は、1988年4月1日までくまもと県民テレビ（KKT）で放送されていた夕方のニュース番組である。

## 放送時間
いずれも日本標準時。
- 月曜 - 金曜 18:00 - 18:55

## キャスター
- 小川真人